# 기미가하마역
기미가하마역(일본어: 君ヶ浜駅, きみがはまえき)은 일본 지바현 조시시에 있는 조시 전기 철도선의 역이다.

## 역 구조
단선 승강장 1면 1선의 지상역으로 무인역이다. 청량 음료 자동 판매기가 있고, 간이 화장실이 있다.

## 역 주변
- 기미가하마(태평양)・기미가하마시오사이 공원

## 역사
- 1931년 6월 21일: 개업.
- 1990년 12월: 역 개축 및 아치 설치.
- 2007년 2월 21일: 아치 외벽, 상부 철거.
- 2009년 12월: 이요 철도 2000형・쿠하 2500형의 운행 대응으로 상하행선의 조시 방향 승강장의 연장.

## 사진

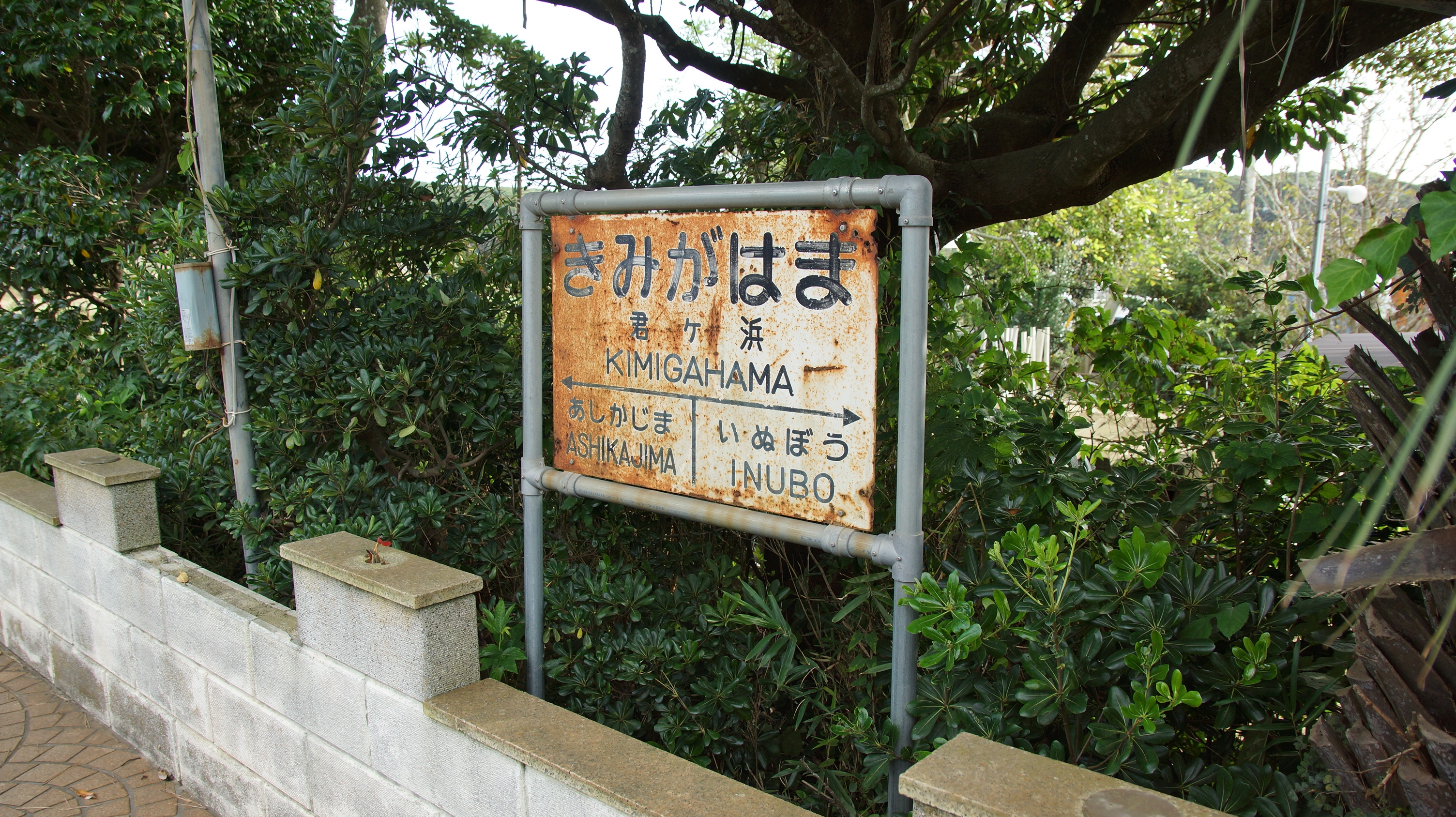
역명판

## 인접역
| 조시 전기 철도 ■ 조시 전기 철도선 | 조시 전기 철도 ■ 조시 전기 철도선 | 조시 전기 철도 ■ 조시 전기 철도선 |
| --------------------------------- | --------------------------------- | --------------------------------- |
| 아시카지마 조시 방면              |                                   | 이누보 도카와 방면                |